# Ammoleirus
Ammoleirus (лат.) — подрод жуков-тускляков из семейства жужелиц и подсемейства харпалин (Harpalinae). Встречаются в центральной Палеарктике: Китай, Монголия, Россия и Казахстан.

## Описание
Подрод был впервые выделен в 1899 году российским энтомологом Тихоном Сергеевичем Чичериным (1869—1904) для типового вида Amara megacephala Gebler, 1830 из России и был монотипическим. В 1995 году в него был включён второй вид: Amara helva Tschitscherin, 1899, описанный из Китая и Монголии (Hieke 1995a: 54).
Для подрода характерны следующие признаки: у самок две, а у и самцов четыре анальные щетинки, четыре щетинки на средних бёдрах, четыре щетинки на задних бёдрах, отсутствие волосков на простернальном межкоксальном отростке, две надглазничные щетинки, есть передние и базальные латеральные волоски на переднеспинке, простые медиальные шпоры передних голеней.

## Виды
К этому подроду относя 2 вида:
- Amara helva Tschitscherin, 1899[6] — Китай, Монголия
- Amara megacephala Gebler, 1830typus — Россия: Локтевск (Алтай) и Сарепта-на-Волге(Волгоградская область)